# Majtki menstruacyjne

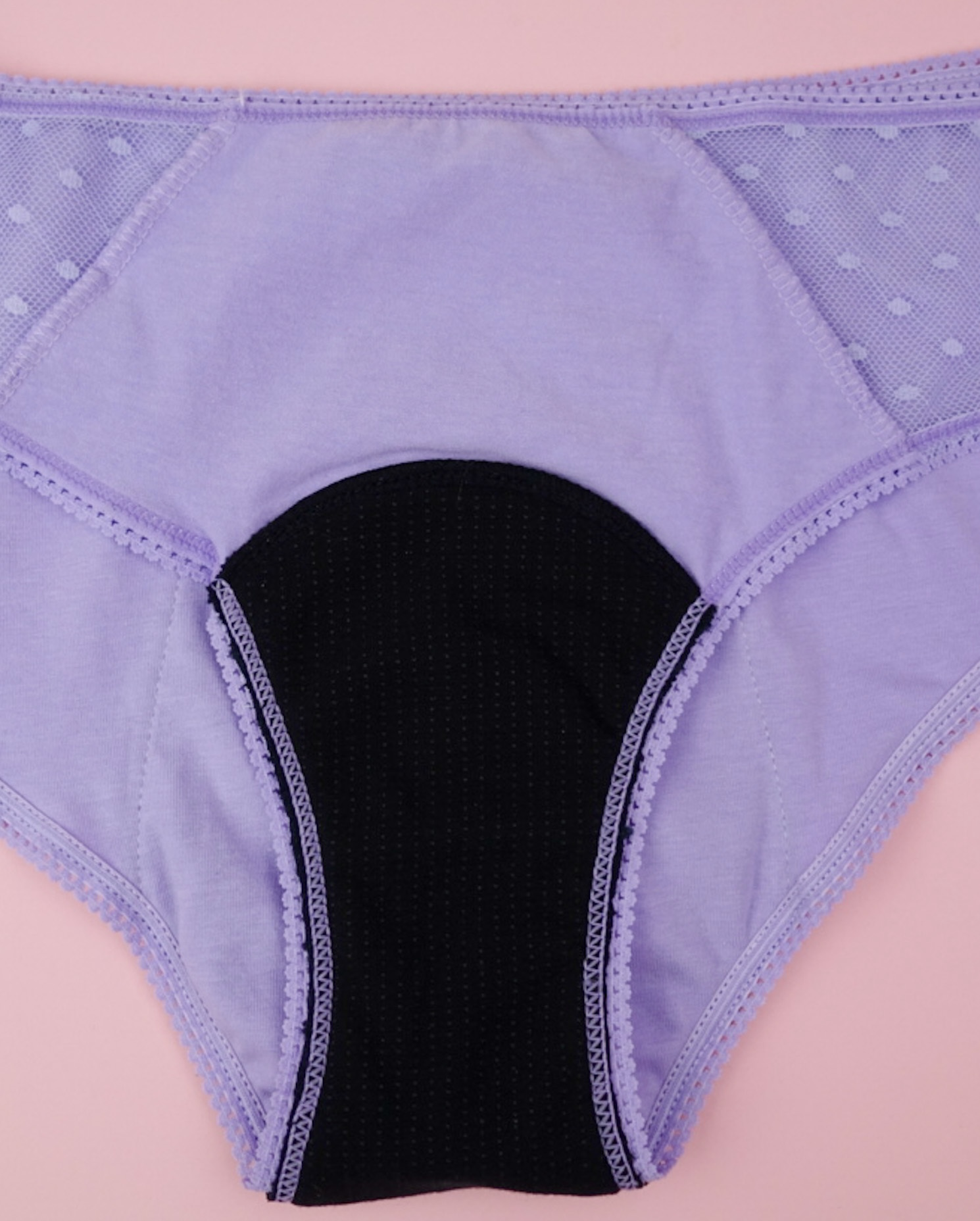
Wkład chłonny w majtkach menstruacyjnych

Majtki menstruacyjne – wielorazowa bielizna stosowana podczas menstruacji w celu wchłaniania krwi menstruacyjnej.

## Charakterystyka
Rynek bielizny menstruacyjnej rozwinął się w odpowiedzi na preferencje klientek rezygnujących z tradycyjnych produktów do higieny menstruacyjnej, jak podpaski i tampony. Majtki menstruacyjne posiadają wielowarstwowy wkład chłonny, który ma za zadanie absorbować krew menstruacyjną, odprowadzać wilgoć w głąb, zapobiegać przeciekaniu oraz działać antybakteryjnie.
Majtki menstruacyjne są uznawane za sposób na ograniczenie odpadów i wydatków.
Recenzent „New York Times” zwrócił uwagę, że niektóre modele majtek menstruacyjnych mimo dobrego wyglądu są nieszczelne, a inne dobrze pełnią swoją funkcję, ale wyglądają nieatrakcyjnie.

## Zalety i wady
Zalety stosowania majtek menstruacyjnych:
- ekologiczne i ekonomiczne, ponieważ można używać ich wielokrotnie
- poczucie suchości i brak dyskomfortu podczas menstruacji
- dyskretne zabezpieczenie w czasie okresu
- nie przemieszają się w trakcie snu, można spać w wygodnej pozycji
Wady stosowania majtek menstruacyjnych:
- należy je prać po każdym użyciu
- nie można ich suszyć w suszarkach bębnowych ani przy pomocy źródeł ciepła (np. kaloryfera)
- należy zwracać uwagę na materiały, z których zostały wykonane, ze względu na kontakt z ciałem
- w przypadku obfitej miesiączki może okazać się, że należy je często zmieniać lub stosować łącznie z innymi środkami higienicznymi